# Styckmordet i Boden
Styckmordet i Boden är mordet på och styckningen av 20-åriga Vatchareeya Bangsuan i Boden, Norrbotten, i maj 2013. Det som dödade Bangsuan var upprepade hugg i bröstet. Bangsuans före detta pojkvän Kristoffer Johansson, senare känd som Kim Marie Johansson dömdes i hovrätten för dråp och 10 års fängelse för dådet. Fallet har omnämnts som det största fallet i norrbottnisk kriminalhistoria.

## Händelseförloppet
Bangsuan rapporterades försvunnen av sin mamma 4 maj 2013. Enligt sin sista Facebookuppdatering skulle hon jogga och sedan plugga hos en kompis, men kom sedan inte hem igen.
Kompisen, Kristoffer Johansson, som Bangsuan tidigare haft en relation med, plockade upp henne vid 16-tiden och hävdade senare i förhör och rättegång att hon lämnade hans lägenhet runt klockan 21 på kvällen. Detta styrks av ett vittne som säger sig ha sett någon som liknat Bangsuan vid 21-tiden, gående därifrån.
17:09 försökte någon ringa 112 från Bangsuans mobiltelefon, men tryckte [*] istället för grön lur och skickade iväg flera SMS till sin karatetränare, som hon under en period haft en affär med, om att någon var knäpp. SMS:en raderades av karatetränaren. Vid 21-22-tiden hörde Johanssons grannar två skrik från lägenheten. I tingsrättsdomen står dock att det inte går att utesluta att detta ljud kom från filmen Charlies Änglar som gick på TV6 den aktuella kvällen.
Den 21 maj 2013 hittade frivilliga från Missing People två människoben i ett hus i skogarna utanför Boden som sedan visade sig tillhöra Bangsuan. Fler kroppsdelar hittades i skogen och spår av Bangsuans blod hittades i Johanssons badrum och i bakluckan till hans bil.
Johansson häktades två dagar senare, den 23 maj 2013.

## Rättegång
Johansson ställdes inför rätta i Luleå tingsrätt (Piteå tingsställe) i oktober 2013 och dömdes till 14 års fängelse för mord. Detta ändrades till dråp och 10 års fängelse i hovrätten.